# 松尾文人
松尾 文人（、1916年〈大正5年〉8月6日 - 没年不明）は、日本の元俳優。本名同じ。
東宝、新東宝を経て、エヌ・エー・シーに所属していた。
神奈川県横浜市出身。4歳から新派の舞台に上がり子役として歩み始め、京都のマキノ・プロダクションでスター子役となり、東京・巣鴨の河合映画製作社でも主役を張ったが、15歳を過ぎてからはバイプレイヤーに徹した。

## 来歴・人物

### マキノのスター子役
1916年（大正5年）8月6日、横浜市南太田町東耕地に、新派俳優の父・松尾二郎、母・カズの子として生まれる。
1920年（大正9年）、4歳で初舞台を踏む。
1922年（大正11年）、6歳のときに国際活映巣鴨撮影所で、田村宇一郎監督の『噫新高』に出演し、また1923年（大正12年）には、7歳のときに高松豊次郎指揮、岩岡巽撮影による教育映画『史劇 和気清麿公』（プリント現存）に出演している。
1924年（大正13年）5月、東亜キネマ甲陽撮影所に入社、同社の親会社の八千代生命の宣伝映画『求むる父』で本格的なデビューを果たす。同年7月、同社がマキノ映画製作所を吸収合併し、甲陽撮影所長を牧野省三が兼務、その後の作品として、松尾が「流しの女の子」役の都賀静子とともに「流しの男の子」役で出演した本山裕児監督の『熱血の洗礼』が同月末に公開された。翌1925年（大正14年）2月25日公開の曾根純三の監督デビュー作『おもちゃ屋の小僧』で、松尾も初主演を果たしている。
同年6月に牧野省三が東亜キネマから独立、マキノ・プロダクションを発足すると、松尾も同社の御室撮影所に移籍した。同年、同じく移籍した曾根純三監督の『寺小屋騒動』に主演の中村賞三郎の息子役で出演したあと、翌1926年（大正15年）には、『豆本太閤記』をはじめとして、曾根純三監督作品に6本連続で主演した。チャーリー・チャップリンの『キッド』（1921年）に影響を受けた『活動狂時代』では、柳妻麗三郎が「チャップリンに似た男」を演じている。三島章道の社会教育映画研究所で製作した『平和の勇士』では、のちにマキノ潔となる井上潔、のちに映画監督滝沢英輔となる滝沢憲と共演している。
1927年（昭和2年）4月に嵐長三郎（のちの嵐寛寿郎）が同社に入社、入社第1作・嵐の映画デビュー作の『鞍馬天狗異聞 角兵衛獅子』では杉作を演じ、絶賛される。また同年の片岡千恵蔵入社第1作・片岡の本格デビュー作『万花地獄』全4篇、翌1928年（昭和3年）のマキノ梅太郎主演作『ひよどり草紙』全5篇にも共演している。
1928年6月に曾根純三が河合映画製作社に引き抜かれると、まだ11歳の松尾も、東京の同社巣鴨撮影所へ移籍した。入社第1作は曾根監督による松尾の主演作『面妖舞台裏』で、同作をはじめとして、1929年（昭和4年）の高見貞衛監督の『そば屋の小僧』や『四人孤児』、小沢得二監督の『血の曲芸団』、1930年（昭和5年）の森田京三郎監督の『地下室事件』などに主演した。同年春、巣鴨町立仰高尋常小学校（現在の豊島区立仰高小学校）を卒業、神田の正則英語学校（現在の正則学園高等学校）に入学するが、同年10月に中退した。

### 脇役俳優として
すでに大阪の帝国キネマ演芸長瀬撮影所に移籍していた曾根純三は、同年9月の同撮影所の火災による消失のため、同社の太秦撮影所（のちの東映京都撮影所）に移り、また翌1931年（昭和6年）、同社が改組して新興キネマになるとそのまま残留していたので、15歳になった同年9月に、曾根のいる同社へ移籍した。しかし同社でもまたその東京撮影所（のちの東映東京撮影所）でも、松尾に来る役は脇役であった。
1939年（昭和14年）5月、22歳のときにフリーランスとなり、独立プロダクションの作品に出演。1941年（昭和16年）の戦時統合による大映への合併があり、同年5月に東宝へ入社した。
第二次世界大戦後の1947年（昭和22年）に新東宝へ移籍したが、1951年（昭和26年）4月に東宝へ復帰、成瀬巳喜男監督の『めし』（1951年）や『流れる』（1956年）、本多猪四郎監督の『空の大怪獣 ラドン』（1956年）や『大怪獣バラン』（1958年）で重要な役を演じた。42歳になった1959年（昭和34年）3月、ふたたびフリーランスとなり、福田純監督の『電送人間』（1960年）などに出演した。
1960年代以降は、テレビドラマに活躍の場を移した。
『初代杉作少年松尾文人 私と活動大写真』高瀬昌弘編（ワイズ出版、1998年7月）によると、1998年時点では療養中であったが、その後の消息は不明。

## 出演作品
- 噫新高　　※国際活映巣鴨撮影所
- 史劇 和気清麿公

東亜キネマ甲陽撮影所
- 求むる父
- 熱血の洗礼
- 死よりも哀し
- それ見た事か
- おもちゃ屋の小僧　　※初主演作

マキノ・プロダクション御室撮影所
- 寺小屋騒動
- 豆本太閤記　　※主演
- 小剣豪　　※主演
- 金! 金! 現代篇　　※主演
- 活動狂時代　　※主演
- 平和の勇士　主演
- 天狗になった話　　※主演
- 鞍馬天狗異聞
  - 鞍馬天狗異聞 角兵衛獅子
  - 鞍馬天狗異聞 続・角兵衛獅子
- 万花地獄 - 小枝角太郎役
  - 万花地獄 第一篇　
  - 万花地獄 第二篇　
  - 万花地獄 第三篇　
  - 万花地獄 第四篇
- ひよどり草紙 - 久我麻吉役
  - ひよどり草紙 第一篇　
  - ひよどり草紙 第二篇　
  - ひよどり草紙 第三篇　
  - ひよどり草紙 第四篇　
  - ひよどり草紙 第五篇
- 神州天馬侠
  - 神州天馬侠 第一篇　
  - 神州天馬侠 第二篇　
  - 神州天馬侠 第三篇　
  - 神州天馬侠 第四篇
- 忠魂義烈 実録忠臣蔵　※二男・大石千代松役

河合映画巣鴨撮影所
- 面妖舞台裏　　※主演
- そば屋の小僧　　※主演
- 四人孤児　　※主演
- 血の曲芸団　※主演
- 地下室事件　※主演

### その他映画
- ハワイ・マレー沖海戦（1942年 山本嘉次郎監督） - 今宮二飛層[8]
- 銀座カンカン娘（1949年 島耕二監督）- 助監督
- めし（1951年 成瀬巳喜男監督）
- 戦艦大和（1953年 阿部豊監督）
- 透明人間（1954年 小田基義監督） - 乾分1[8]
- 流れる（1956年 成瀬巳喜男監督）- 巡査
- 空の大怪獣 ラドン（1956年 本多猪四郎監督） - 葉山助教授[出典 2]
- 大怪獣バラン（1958年 本多猪四郎監督） - カメラマン・堀口元彦[出典 3]
- 電送人間（1960年 福田純監督） - 志村[8]
- 小説吉田学校（1983年 森谷司郎監督）

### テレビドラマ
- ウルトラシリーズ（TBS / 円谷プロ）
  - ウルトラマン 第13話「オイルSOS」（1966年） - 製油所所員
  - ウルトラセブン 第31話「悪魔の住む花」（1968年） - キタムラ博士[注釈 2]
  - 帰ってきたウルトラマン 第25話「ふるさと地球を去る」（1971年） - 警察署長
  - ウルトラマンA 第19話「河童屋敷の謎」（1972年） - 医師[注釈 3]
- 特別機動捜査隊（NET）
  - 第266話「日曜日の死角」（1966年）
  - 第438話「汚れたウエディング・ドレス」（1970年）
  - 第448話「刑事」（1970年）
- 泣いてたまるか 第67話「雪の降る街に」（1967年、TBS）
- フジ三太郎 第4話「くたばれ3000万円」（1968年、TBS）
- 五人の野武士（NTV）
  - 第7話「誇り高き男たち」（1968年）
  - 第14話「血闘 虎谷の関」（1969年）
- コメットさん 第49話「空へ飛んだ自動車」（1968年、TBS） - 近所の主人
- 怪奇大作戦 第16話「かまいたち」（1968年、TBS / 円谷プロ） - 警官
- ジャンケンケンちゃん 第1話「春風よ! ありがとう」（1969年、NTV）
- 青空にとび出せ! 第3話「SOS赤い風船」（1969年、TBS）
- ライオン奥様劇場 / 喪服の花嫁（1969年、CX）
- 炎の青春 第4話「猪がアクセル踏んだ」（1969年、NTV）
- 夫よ男よ強くなれ 第10話「お前はクビだ!!」（1969年、NET/東宝）
- 女殺し屋 花笠お竜（1970年、12ch）
  - 第16話「女三匹子ノ刻参上」
  - 第25話「愛のムチに陽は昇る」
- 鬼平犯科帳（NET / 東宝）
  - 第1シリーズ 第61話「あほうがらす」（1970年） - 船宿の亭主
  - 第2シリーズ 第5話「狐火（後編）」（1971年） - 宿の主人[注釈 3]
- ワン・ツウ アタック! 第9話「打ち込め! スピンボール」（1971年、12ch） - 債権者
- 人形佐七捕物帳 第11話「怪談・捕物三つ巴」（1971年、NET） - 郭
- 天皇の世紀 第一部 第5話「大獄」（1971年、ABC / 国際放映）
- ターゲットメン 第1話「殺人鬼をぶっ飛ばせ」（1971年、NET）
- 一心太助（CX） - 米吉
  - 第3話「木鼠小僧御用」（1971年）
  - 第12話「十手と包丁」（1971年）
  - 第14話「人情勧進相撲」（1972年）
  - 第20話「駆落ち者です今晩は!」（1972年）
- だから大好き! 第1話「駆け出した王女さま」（1972年、NTV）
- 緊急指令10-4・10-10 第5話「カブト虫殺人事件」（1972年、NET / 円谷プロ） - 富永
- 太陽にほえろ!（NTV / 東宝）
  - 第17話「俺たちはプロだ」（1972年） - 常東銀行支店長
  - 第34話「想い出だけが残った」（1973年） - ブティック支配人
  - 第50話「俺の故郷は東京だ!」（1973年） - 倉田工場長
  - 第71話「眠りの中の殺意」（1973年） - 三浦（中光商事重役）
  - 第109話「俺の血をとれ!」（1974年） - 宝石店店長
  - 第119話「厳しさの蔭に」（1974年） - 佐伯公安官
  - 第148話「友情」（1975年） - 城東大学事務長
  - 第161話「話したい!」（1975年）
  - 第181話「壁」（1976年） - 橘社長
  - 第196話「言葉の波紋」（1976年） - クリーニング屋店主
  - 第250話「民芸店の女」（1977年） - 楓マンション管理人
  - 第273話「逆恨み」（1977年） - 鑑識
  - 第291話「トラック刑事」（1978年） - アパート大家
  - 第307話「反転」（1978年） - クリーニング屋店主
  - 第333話「刑事の約束」（1978年） - 会社社長
  - 第356話「制服を狙え!」（1979年） - 八百屋主人
  - 第373話「疑わしきは」（1979年）
  - 第381話「ともしび」（1979年） - アパート管理人
  - 第395話「爆破魔」（1980年） - アパート管理人
  - 第406話「島刑事よ、さようなら」（1980年） - ボート小屋の主人
  - 第417話「ボスの誕生日」（1980年） - アパート管理人
  - 第446話「光る紙幣」（1981年） - 雀荘オーナー
  - 第454話「スコッチ、市民を撃つ」（1981年） - 不動産屋
  - 第458話「おやじの海」（1981年） - マンション管理人
  - 第466話「ひとりぼっちの死」（1981年） - アパート管理人 ※ノンクレジット
  - 第521話「ボギー刑事登場!」（1982年）
  - 第540話「北の女」（1983年） - 銃砲店店主
  - 第576話「刑事・山さん」（1983年） - 洋裁店主人
  - 第591話「ボギーの妹?」（1984年） - 食堂主人
  - 第623話「マイコン刑事登場!」（1984年） - 浮浪者
  - 第663話「1970年9月13日」（1985年） - 会社社長
  - 第691話「さらば! 山村刑事」（1986年）
  - 太陽にほえろ!PART2 第9話「見知らぬ侵入者」（1987年） - アベ質店店主
- 愛の戦士レインボーマン 第14話「恐怖のM作戦」 - 第16話「殺人プロ ガルマの復讐」（1973年、NET） - 平
- マドモアゼル通り 第17話「富士に誓う」（1973年、NTV）
- ワイルド7 第21話「誘拐の掟」（1973年、NTV） - 常務
- 剣客商売 第11話「身代金千両」（1973年、俳優座 / CX / 東宝） - 商人
- ロボット刑事 第11話「バドー基地の秘密!!」、第12話「マザーが狙われる!」（1973年、CX / 東映） - 大岡達三
- 非情のライセンス（NET / 東映）
  - 第1シリーズ 第22話「兇悪の芽」（1973年） - 野中妙子の父親
  - 第2シリーズ
    - 第28話「兇悪の生証人」（1975年） - 年輩の男
    - 第82話「兇悪の接吻」（1976年） - 窪川健造
    - 第110話「刑事妻」（1976年） - 秋山
- 荒野の用心棒 第31話「女怨み唄 地の果てに流れ…」（1973年、NET） - 行脚僧
- 伝七捕物帳（NTV）
  - 第7話「火の玉参上!」（1973年）
  - 第23話「若君暗殺」（1974年）
  - 第82話「恋のいろはを教えます」（1975年） - 床屋の親分
  - 第117話「紫房の十手が許さねえ!」（1976年）
  - 第146話「炎に泣いた父子鳥」（1977年）
- 無宿侍 第13話「ふたり幻之介」（1973年、NTV）
- ザ・ボディガード 第3話「哀しみの白い雨傘」（1974年、NET / 東映）
- 雑居時代 第15話「今年はライオンどし?」（1974年、NTV / ユニオン映画） - 医者
- イナズマン 第19話「謎の殺人ボクサー? ミラーX」（1974年、NET / 東映） - 小田
- 高校教師 第7話「先生に女心はわからない」（1974年、12ch）
- 幡随院長兵衛お待ちなせえ 第17話「大江戸無責任男」（1974年、MBS）
- イナズマンF 第9話「少年サーカスとマルチ大作戦」（1974年、NET / 東映） - 医師
- 大河ドラマ（NHK）
  - 元禄太平記（1975年） - 柳原前大納言
  - 峠の群像（1982年） - 勅使
- 傷だらけの天使 第26話「祭りのあとにさすらいの日々を」（1975年、NTV）
- 破れ傘刀舟悪人狩り（NET）
  - 第47話「噂の大地震」（1975年）
  - 第90話「さすらい母恋い唄」（1976年） - 善太郎
  - 第115話「十八年目の女」（1976年） - 弥吉
- はぐれ刑事 第5話「偽証」（1975年、NTV）
- 夜明けの刑事 第60話「私の幸せは今日でおしまい!!」（1976年、TBS）
- 江戸の旋風シリーズ（CX）
  - 同心部屋御用帳 江戸の旋風II 第7話「深川父子唄」（1976年）
  - 同心部屋御用帳 江戸の旋風IV 第7話「剣と千羽鶴」（1978年）
- 隠し目付参上 第18話「オランダ人形は人間仕掛けのカラクリか」（1976年、MBS）
- Gメン'75（TBS / 東映）
  - 第78話「土曜日の幼稚園ジャック」（1976年） - ひったくり男
  - 第121話「パトロール警官と女性連続殺人の謎」（1977年） - 裁判長
  - 第162話「女子大生と警官の異常な関係」（1978年） - 医師
- ぐるぐるメダマン（1976年、12ch / 東映）
  - 第12話「おバケ寺からきた机」 - 交番に来た人
  - 第24話「おバケは毎日バースデイ」 - ケーキ屋
- 大江戸捜査網（12ch→TX / 三船プロ→ヴァンフィル）
  - 第224話「殺しの夜明け」（1976年） - 商人
  - 第279話「必殺剣! 辻斬りの恐怖」（1977年）
  - 第640話「隠密同心暁に去る」（1984年） - 刀剣屋
  - 新 大江戸捜査網 第18話「おんな牢しのび肌」（1984年） - そば屋
- がんばれ!!ロボコン 第108話「ウンギャラリ! 大減点とはきびしーい!!」（1977年、NET / 東映） - ロボリキに誘導される通行人
- バトルホーク 第24話「必殺! 連発弾の恐怖」（1977年、12ch） - 張谷理事長
- 特捜最前線（ANB）
  - 第4話「愛と炎の街」（1977年）
  - 第13話「愛・弾丸・哀」（1977年）
  - 第17話「爆破60分前の女」（1977年）
  - 第29話「プルトニウム爆弾が消えた街」（1977年）
  - 第43話「通り魔・長距離ランナーを追え!」（1978年）
  - 第60話「シェパードだけが知っていた!」（1978年）
  - 第71話「恐怖のタクシードライバー!」（1978年）
  - 第79話「挑戦III・十三歳の旅立ち!」（1978年）
  - 第143話「殺人伝言板・それぞれのクリスマス!」（1979年）
  - 第186話「東京、殺人ゲーム地図!」（1980年）
  - 第225話「チワワを連れた犯罪者!」（1981年）
  - 第259話「二人の街の天使!」（1982年）
  - 第262話「紅い爪!」（1982年）
  - 第269話「窓際警視、投げ込み魔を追う!」（1982年）
  - 第291話「わらの女・哀愁の能登半島!」（1982年）
  - 第310話「九官鳥と喋る男!」（1983年）
  - 第333話「一円玉の詩!」（1983年）
  - 第378話「レイプ・妻に捧げる完全犯罪!」（1984年）
  - 第399話「少女・ある愛を探す旅!」（1985年）
  - 第428話「追跡・ラブホテルの目撃者!」（1985年）
  - 第438話「美しい狙撃者! 殺意を呼ぶマネーゲーム!」（1985年）
  - 第446話「遅れてきたXマス・密告電話の女!」（1986年）
  - 第459話「挑戦・この七人の中に犯人は居る!」（1986年）
- 俺たちの朝 第29話「ドン底生活と芝居と大馬鹿野郎」（1977年、NTV） - 劇団アパッシュ審査員
- 華麗なる刑事 第17話「オームと少女と刑事さん」（1977年、CX）
- 土曜ドラマ / たずね人（1977年、NHK）
- ロボット110番 第34話「ガンちゃんの贈りもの」（1977年、ANB / 東映） - 絵の依頼人
- 達磨大助事件帳 第10話「復讐の果てに」（1977年、ANB / 前進座 / 国際放映） - 与兵衛
- 赤い絆 第9話「私は母の愛の証」（1978年、TBS）
- 新五捕物帳 第26話「霧の涙に春が来る」（1978年、NTV）
- 若さま侍捕物帳 第12話「参上!! 女岡っ引」（1978年、ANB） - 辰巳屋源兵衛
- 横溝正史シリーズII / 仮面劇場（1978年、MBS） - 巡査
- 江戸の渦潮 第14話「純情柳河岸」（1978年、CX / 東宝）
- 西遊記 パート1第5話「反抗期の妖怪」（1978年、NTV）
- 七人の刑事 第3シリーズ 第38話「夜歩く死者」（1979年、TBS）
- 伝七捕物帳（テレビ朝日版） (1979年、ANB）
  - 第11話「姉弟しぐれ」
  - 第25話「鈴を振る女」- 大阪屋
- 俺はあばれはっちゃく 第21話（1979年、ANB）
- 鉄道公安官（1979年、ANB）
- 江戸の激斗 第8話「宿場の対決」（1979年、ANB）
- 家路～ママ・ドント・クライ 第5話（1979年、TBS）
- 土曜ワイド劇場（ANB）
  - 復顔 整形美女の復讐（1979年）
  - 超高層ホテル殺人事件（1982年）
  - 整形花嫁の復讐（1985年）
  - 西村京太郎トラベルミステリー 第7作「特急"白鳥"十四時間」（1985年）
  - 森村誠一の異常の太陽（1986年）
  - 武田信玄なるほど連続殺人事件（1988年）
  - 結婚プロデューサー麻美礼子の犯罪カタログ 玉の輿殺人事件（1990年）
- 爆走!ドーベルマン刑事 第7話「殺し屋見習いと黒バイ部隊!」（1980年、ANB / 東映）
- ミラクルガール 第11話「復讐は女の匂い」（1980年、12ch / 東映）
- 仮面ライダースーパー1（MBS / 東映）
  - 第4話「走れ一也! ドグマ死の結婚行進曲」（1980年） - 侍従
  - 第25話「飛行機も吸いよせる!! 強力磁石怪人」（1981年） - 東西航空社員
- 特命刑事（1980年、NTV / 東映）
  - 第4話「危険海域」 - レストラン支配人
  - 第8話「お父ちゃんのダイヤモンド」 - パーティー参加者
- ザ・ハングマンシリーズ（ABC / 松竹）
  - ザ・ハングマン（1981年）
    - 第15話「おもちゃの首の怨み唄」 - 業者
    - 第20話「恐怖の水中逆さ吊り」 - 宝石鑑定士
    - 第37話「悪のカゲに浮気妻あり」 - 日東総合社員
    - 第50話「女催眠術師のウラを探れ」 - 奥田工業の競争会社の幹部

  - ザ・ハングマンV 第6話「愛妻家ボクサーが保険金にKOされる!」（1986年） - 医師
- 刑事犬カール2（1981年、TBS）
- スーパー戦隊シリーズ（ANB / 東映）
  - 太陽戦隊サンバルカン 第12話「ダイヤを食う女王」（1981年） - 宝石店店長
  - 大戦隊ゴーグルファイブ 第27話「人間ジャングル!」（1982年） - 校長
- 闇を斬れ（1981年、KTV / 松竹）
  - 第19話「女が牙をみがく夜」
  - 第25話「暗殺・血染めの死闘」
- 花王 愛の劇場（TBS）
  - ふたりの旅路（1981年）
  - 夫婦（1982年）
  - 流れる星は生きている（1982年）
  - 妻の旅立ち（1984年）
- 時代劇スペシャル / 仇討選手（1981年、CX）
- おてんば宇宙人（1981年、NTV）
  - 第1話「宇宙ギャルはキッスがキライ!」
  - 第5話「主婦になるのも楽じゃない」
- 西部警察シリーズ（ANB / 石原プロ）
  - 西部警察（1981年） - 医師
    - 第105話「謎のルート・マカオ」
    - 第107話「暴走トラック炎上!」

  - 西部警察 PART-III
    - 第20話「40億の罠」（1983年） - 国際銀行幹部
    - 第55話「80通の脅迫状」（1984年） - マンションの住民
- 幻之介世直し帖 第19話「御赦免花は二度咲かぬ」（1982年、NTV）
- 同心暁蘭之介（1982年、CX）
  - 第21話「切腹」
  - 第38話「葵小僧始末」
- 金曜劇場 / 君は海を見たか（1982年、CX）
- あんちゃん 第1話「父死ス、兄チャン帰レ!」（1982年、NTV）
- 右門捕物帖 第6話「八丁堀ララバイ」（1982年、NTV）
- 火曜サスペンス劇場（NTV）
  - 愛しき妻よさらば（1983年）
  - 引き裂かれた夜（1988年）
- ザ・サスペンス（TBS）
  - 黄色の誘惑（1983年）
  - 回転ドアの女（1984年）
  - 悪しき星座（1984年）
- 高校聖夫婦 第21話「青春悲しみ交差点」（1983年、TBS）
- 女捜査官（ABC / テレパック）
  - 新・女捜査官 第5話「バラバラ殺人の鍵は変身美女?」（1983年）
  - 女ふたり捜査官 第3話「訪れた亡夫の隠し子」（1986年）
- 宇宙刑事シャイダー 第29話「百面相だよ女刑事」（1984年、ANB / 東映） - 教頭
- 暴れ九庵 第2話「悪女を包む秋の風」（1984年、KTV / 東宝） - 松屋勘兵ヱ
- 私鉄沿線97分署（ANB）
  - 第6話「もう一度ハッピネス」（1984年）
  - 第54話「ラブレターは正油味!?」（1985年）
- ただいま絶好調! 第7話「ザ・埋蔵金」（1985年、ANB / 石原プロ）
- 銭形平次 第13話「春の雪」（1987年、NTV）
- 教師びんびん物語 第8話「銀座はオレのステージだ!」（1988年、CX）
- はぐれ刑事純情派 第1シリーズ 第10話「老人の夢をくう女」（1988年、ANB）
- 火曜スーパーワイド
  - （秘）桜荘のあぶない女たち（1988年、ABC）
  - 霊界捜査ドラマ 第1作「ギャルたちが消えた! その背後霊をさぐれ」（1988年、ANB）
- ドラマ23 / 涙日記（1988年、TBS）
- ゴリラ・警視庁捜査第8班 第38話「シンデレラ・ガール」（1990年、ANB）
- 土曜ドラマスペシャル / 五島・福江行（1989年、TBS） - 山本隆蔵
- DRAMADAS / カプセルマン（1990年、KTV）
- 代表取締役刑事 第11話「青い鳥」（1991年、ANB）
- 女無宿人 半身のお紺 第13話「果てしなき旅にて候」（1991年、TX）
- 火曜ミステリー劇場 / ペテン師軍団10億円パーフェクトゲーム!（1991年、ABC）
- 月曜ドラマスペシャル（TBS）
  - 株式会社徳川家康（1991年）
  - 新・株式会社徳川家康（1992年）
- 世にも奇妙な物語（CX）
  - 「リフレイン」（1991年）
  - 「もれパス係長」（1992年）
- さすらい刑事旅情編（ANB）
  - さすらい刑事旅情編IV 第23話「湯煙り上越新幹線・白鳥を待つ女」（1992年）
  - さすらい刑事旅情編V 第12話「覗かれた剣道着の女・湯煙り会津若松」（1993年）
- 木曜ドラマ / 法医学教室の事件ファイル 第1シリーズ 第9話「自作自演の死!? 女医の追求」（1992年、ANB）
- 有言実行三姉妹シュシュトリアン 第33話「妖怪・米ツキバッタ!」（1993年、CX） - 山縣博文
- 運命の森 第1話（1994年、CX）

### オリジナルビデオ
- テクニカル・ヴァージン（1990年、にっかつビデオ）

### CM
- 公共広告機構「チンパンジー」（1987年、公共マナーキャンペーン） - 新聞を読むサラリーマン

## その他
- 男の世界だ（1960年、新東宝） - 原案

## 著書
- 『初代杉作少年松尾文人 私と活動大写真』高瀬昌弘編（ワイズ出版、1998年7月）